# Rotstirngazelle
Die Rotstirngazelle (Eudorcas rufifrons, Syn.: Gazella rufifrons) ist eine Art der Gazellen, die vor allem in der afrikanischen Sahelzone verbreitet ist. Bisweilen werden oder wurden die Thomsongazelle, die Mongalla-Gazelle und die Heuglin-Gazelle als Unterarten der Rotstirngazelle betrachtet.

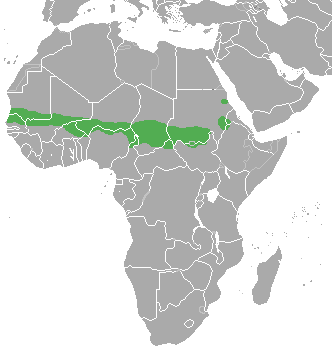
Das Verbreitungsgebiet der Rotstirngazelle in der Sahelzone. Die beiden rundlichen Gebiete im östlichen Sudan markieren das Verbreitungsgebiet der nah verwandten Heuglin-Gazelle.

## Merkmale
Die Rotstirngazelle ist eine mittelgroße Gazelle mit dunklem Flankenstreifen. Dieser ist schmäler als bei der ähnlichen Thomsongazelle. Diese Gazelle erreicht eine Schulterhöhe von bis zu 68 Zentimeter und wiegt bis zu 30 Kilogramm. Zur Kopf-Rumpf-Länge von 90 bis 110 cm kommt ein 20 bis 30 cm langer Schwanz hinzu. Die Hörner, die beiden Geschlechtern wachsen, werden bis zu 34 Zentimeter lang. Der Pelz der Rotstirngazelle ist auf der Oberseite bräunlich und auf der Unterseite heller bis weißlich. Das rötliche Gesichtszentrum wird von zwei mehr oder weniger deutlichen weißen Streifen begrenzt, die von den Augen zu den Mundwinkeln reichen. An diese schließen manchmal unterhalb schwarze Streifen an.

## Verbreitungsgebiet
Die Rotstirngazelle bewohnt die trockenen Gras- und Strauchsteppen der Sahelzone und die angrenzenden Teile des geographischen Sudan. Die Art ist auf Gebiete westlich des Nils beschränkt.
Im Handbook of the Mammals of the World, einem Standardwerk zur Mammalogie, und in den Roten Liste der IUCN werden keine Unterarten mehr unterschieden. Die Mongalla-Gazelle (Eudorcas albonotata) und die Heuglin-Gazelle (Eudorcas tilonura) gelten jetzt als eigenständige Arten.

## Lebensweise
Die Individuen leben entweder einzeln, als Paar oder in kleinen Gruppen mit allgemein weniger als 6 Exemplaren, auch wenn schon Herden mit 15 Exemplaren beobachtet wurden. Die Rotstirngazelle frisst hauptsächlich Gras und in geringem Umfang Blätter. Sie nähert sich in der Regenzeit der Sahara und zieht sich zu Beginn der Trockenperiode zurück. Die Populationsdichte ist mit 0,3 bis 0,7 Individuen per km² vergleichsweise gering. Normalerweise dauert die Tragzeit etwa 185 Tage. Die Jungtiere werden vermutlich drei Monate lang gesäugt. Exemplare in menschlicher Obhut wurden bis zu 14,5 Jahre alt.

## Gefährdung
Die Rotstirngazelle ist durch Jagd und Überweidung ihrer Lebensräume bedroht. Teile des Bestands sind in größeren Schutzgebieten, wie dem W-Nationalpark und dem Waza-Nationalpark geschützt. Die Unterart Heuglingazelle (E. r. tilonura) kommt im Dinder-Nationalpark im Sudan vor, wo der Schutz allerdings kaum gewährleistet wird. Eine gewisse Zahl von Rotstirngazellen wird auch in Gefangenschaft gezüchtet. Die Art wird von der IUCN als gefährdet (Vulnerable) eingestuft.